# اعتزاز
برنامج اعتزاز هو مبادرة أنشأتها وزارة الدفاع السعودية في أكتوبر 2021. ويهدف البرنامج إلى تقديم الدعم لموظفي الوزارة، بما في ذلك أعضاء الخدمة الفعلية والمتقاعدين وأسر الشهداء، من خلال الشراكات مع الجمهور و القطاعات الخاصة. وهدفها زيادة الوعي المجتمعي بأهمية الدور الذي يقوم به منتسبي الوزارة وتقدير جهودهم في الدفاع عن المملكة.

## أهداف
تتمثل أهداف برنامج اعتزاز في تحسين رفاهية موظفي الوزارة وأسرهم وتعزيز فهم الجمهور لدورهم في الدفاع عن المملكة العربية السعودية. ويقدم البرنامج خدمات تهدف إلى إفادة هؤلاء الأفراد وزيادة الوعي بمساهماتهم في الأمن القومي.

## الفئات المستفيدة
يضم برنامج اعتزاز أربع مجموعات مستفيدة:
- الكرامة وهم فئة تشمل ذوي الشهداء، المصابين وذويهم، وذوي الأسرى والمفقودين.
- البسالة تشمل المشاركين في العمليات العسكرية دفاعاً عن أرض المملكة العربية السعودية وذويهم.
- الأصالة جميع المنسوبين المتقاعدين وذويهم.
- الشهامة منسوبي وزارة الدفاع من هم على رأس العمل وذويهم من مدنيين وعسكريين.[1]

## الشراكات
عقدت وزارة الدفاع شراكات مع مؤسسات القطاعين العام والخاص لتقديم الخدمات للمستفيدين من برنامج اعتزاز. وفي نوفمبر 2022، أبرمت الوزارة اتفاقية مع الخطوط الجوية السعودية لتقديم مزايا متعلقة بالسفر للمستفيدين من البرنامج. كما يتعاون البرنامج مع المؤسسة العامة للتأمينات الاجتماعية لتحسين الخدمات المقدمة للمتقاعدين من خلال ربط منصة اعتزاز مع خدمات المؤسسة العامة للتأمينات الاجتماعية. يرتبط برنامج اعتزاز برنامج جودة الحياة، وهو جزء من رؤية السعودية 2030، ليتيح للمستفيدين إمكانية الوصول إلى مختلف الأنشطة الثقافية والسياحية والترفيهية والرياضية.

## تطبيق محمول
يتضمن البرنامج تطبيقًا للهاتف المحمول، وهو متاح للتنزيل على نظامي التشغيل Android وiOS. يتيح التطبيق لموظفي الوزارة الوصول إلى الخصومات والعروض في قطاعات مثل الصحة والسياحة والنقل والتكنولوجيا والتجزئة.

## وصلة خارجية
- الموقع الالكتروني الخاص بالبرنامج
- وزارة الدفاع: برنامج اعتزاز